# Muhittin Fisunoğlu
Muhittin Fisunoğlu (* 1928 in Tokat, Provinz Tokat) ist ein ehemaliger türkischer General, der unter anderem von 1991 bis 1993 Oberkommandierender des Heeres (Türk Kara Kuvvetleri) war.

## Leben
Fisunoğlu trat nach dem Besuch der Kadettenanstalt (Kuleli Askeri Lisesi) in die Militärschule (Harp Okulu) ein, die er 1948 als Fähnrich (Asteğmen) abschloss. Im Anschluss fand er verschiedene Verwendungen als Offizier in Artillerieeinheiten und absolvierte 1958 die Heeresakademie (Kara Harp Akademisi). Nach einigen weiteren Verwendungen als Stabsoffizier und einem Besuch der Militärschule Saint-Cyr des französischen Heeres 1962 war er als Offizier und Stabsoffizier erneut in verschiedenen Einheiten sowie als Vertreter der Heeresakademie in Damaskus tätig, ehe er zuletzt Militärattaché an der Botschaft im Libanon war.
Nach seiner Beförderung zum Brigadegeneral (Tuğgeneral) 1974 wurde Fisunoğlu Leiter der Organisations- und Operationsabteilung im Oberkommando des Heeres sowie anschließend 1976 Kommandeur der 4. Mechanisierten Infanteriebrigade. 1978 erfolgte seine Beförderung zum Generalmajor (Tümgeneral) und Ernennung zum Befehlshaber der 28. Infanteriedivision sowie anschließend 1980 zum Leiter der Organisations- und Ausbildungsabteilung im Generalstab der Türkei.
1982 wurde Fisunoğlu zum Generalleutnant (Korgeneral) befördert und zum Leiter der Operationsabteilung im Generalstab ernannt. Anschließend war er zunächst Kommandierender General des V. Korps und dann sowohl stellvertretender Kommandeur der Heeresakademie als auch stellvertretender Kommandeur der Nationalen Sicherheitsakademie (Milli Güvenlik Akademisi), ehe er Kommandant der Akademie der Streitkräfte (Silahlı Kuvvetler Akademisi) war.
Nach seiner Beförderung zum General (Orgeneral) 1987 wurde Fisunoğlu als Nachfolger von General Kemal Yamak am 24. Juli 1987 Oberbefehlshaber der Ägäis-Armee (Ege Ordusu) und übte diese Funktion bis zu seiner Ablösung durch General Fikret Küpeli am 23. August 1989 aus. Er selbst folgte am 23. August 1989 General Doğan Güreş als Oberbefehlshaber der aus dem II., III. und V. Korps bestehenden 1. Armee (Birinci Ordu) mit Hauptquartier in der Selimiye-Kaserne (Selimiye Kışlası) im Istanbuler Stadtviertel Üsküdar. In dieser Verwendung blieb er bis zu seiner Ablösung durch İsmail Hakkı Karadayı am 31. Dezember 1990.
Zuletzt wurde General Fisunoğlu am 1. Januar 1991 erneut Nachfolger von General Doğan Güreş, und zwar dieses Mal als Oberkommandierender des Heeres (Türk Kara Kuvvetleri). Zuvor war General Güreş als Nachfolger von General Necip Torumtay Chef des Generalstabes der Streitkräfte geworden. 1993 kam es entgegen der üblichen Pensionsregelung zu einer Verlängerung der Amtszeit von Güreş als Generalstabschef durch Ministerpräsidentin Tansu Çiller. Ansonsten wäre Fisunoğlu entsprechend der üblichen Verfahrensweise Generalstabschef geworden. Die Position des Oberkommandierenden des Heeres übte Fisunoğlu wiederum bis zu seiner Versetzung in den Ruhestand am 30. August 1993 aus und wurde dann abermals von General İsmail Hakkı Karadayı abgelöst. 
Fisunoğlu ist verheiratet und Vater zweier Kinder.